# Hilton (Cambridgeshire)
Hilton – wieś i civil parish w Anglii, w Cambridgeshire, w dystrykcie Huntingdonshire. W 2011 civil parish liczyła 1052 mieszkańców.